# Célestin de Blignières
 (août 2018).
Si vous disposez d'ouvrages ou d'articles de référence ou si vous connaissez des sites web de qualité traitant du thème abordé ici, merci de compléter l'article en donnant les références utiles à sa vérifiabilité et en les liant à la section « Notes et références ».
Pour les articles homonymes, voir Blignières et Famille Le Barbier de Blignières.
Célestin de Blignières, né le 14 juillet 1823 à Paris et mort le 30 septembre 1905 à Neuilly-sur-Seine, est un militaire et homme de lettres français.

## Biographie
Célestin de Blignières est le fils de Jean Jacques Célestin Pantaléon Le Barbier de Blignières (1797-1869), chef d'institution, fondateur de l'« Institution de Blignières », et de Marguerite Jeanne Thérèse Richer, dame de compagnie de la duchesse de Doudeauville. Il est le frère d'Auguste et d'Ernest de Blignières.
Il entre à l'institution Laville afin de préparer le concours d'entrée à l'École polytechnique, où il est reçu en 1843. Il y suit les cours d'analyse d'Auguste Comte, dont il devient l'un des disciples. 
En 1845, il sort de l'École polytechnique avec le grade de sous-lieutenant d'artillerie. Il est capitaine à la Fonderie de canons de Douai en 1857.
Admis à la Société positiviste en 1849, contribuant notamment au Subside positiviste, il en est « irrévocablement exclu de la Société positiviste » en 1857, à la suite de son rapprochement avec Émile Littré et de son indocilité au dogme du positivisme religieux. Auguste Comte, avec qui il a tenu une dense correspondance, le considère comme un « faux positiviste ».
Il épouse Marie Liouville, fille du mathématicien Joseph Liouville, en 1874.

## Œuvres
- Exposition abrégée et populaire de la philosophie et de la religion positives, Paris, Chamerot, 1857.
- Lettre sur la morale à M. l’évêque d’Orléans, l’un des quarante de l’Académie française (Mgr Dupanloup), Paris, G. Havard, 1863.
- Du Progrès des idées politiques. La liberté et la souveraineté nationale, lettre à un positiviste (M. Charles Mellinet fils, de Nantes), Paris, E. Sausset, 1864
- Études de morale positive, Paris, Hurtau, 1868.